# 欲孽之屋
《欲孽之屋》（羅馬化：Ruen Sanaeha）是一部由Exact和Scenario制作，楠迪·宗拉维蒙、索芘娜帕·崇帕尼、赛克赛特·唐通、萍玛妲·巴琳娜素帕龚、查亚鹏·普帕特等人主演的泰国时代剧。此剧是屋（Ruean）系列的第一部作品，于2013年4月22日至7月9日期间每周一至周二晚上8时10分至9时40分在泰国第5电视台播出，并于2013年5月20日至8月6日期间每周一至周二上午9时、下午6时30分和晚上10时30分在Acts频道重播。2020年7月20日起，One 31每周一至周五上午8时至10时20分以及下午1时将剧集完整集数上传至Youtube频道。

## 剧情简介
1905年，朱拉隆功国王统治末期，奴隶制已被废除。男人，尤其是官僚（Chao Khun Mun Nai），喜欢娶多名妻子。而男人则为社会地位和职责而斗争和竞争。妇女们在家里争夺权力（宅斗）。 Khunluang Thamrongnakara的家族也是如此。

## 演员阵容
- 楠迪·宗拉维蒙 饰演 崇娜、崇夫人（Chomnard）

Khunluang的正妻，以家庭为荣，集地位与荣华于一身，外表冷静，内心却嫉妒其他妻子，生怕在自己之前有继承人。
- 索芘娜帕·崇帕尼 饰演 玛丽（Malee）

Khunluang的第四任妻子。从未想过要争夺丈夫的宠爱。谦虚、诚实又善良的她让国Khunluang十分宠爱她，惹得Chomnard和Uengkham公主的不满。
- 赛克赛特·唐通 饰演 子爵（Khunluang Thamrongnakara、Khun Phra Thamrong Nakara / Prap）

结婚多年但仍没有继承人，在不知道自己想要什么的情况下导致妻子们相互竞争并互相残杀。
- 萍玛妲·巴琳娜素帕龚 饰演 娥蒽、美芳（Uengkham公主）

Khunluang的第二任妻子，是清迈统治者的女儿。 Uengkham公主虽然热情美丽的人，但被宠坏的她脾气暴躁，满嘴脏话，嫉妒心强。
- 查亚鹏·普帕特 饰演 Meuang先生

Khunluang与玛丽的次子。
- 米提隆·班栓 饰演 Sook先生[3]

Khunluang与玛丽的长子。
- 杰迪帕·迪拉朋帕 饰演 Thep先生[4]

Khunluang与崇娜的幼子。
- 阿那德鹏·思里醇慕桑 饰演 Ming

Khunluang家里的仆人，暗恋玛丽。
- 布莎甘·丹迪帕纳 饰演 Chuanchom

十分信任Uengkham公主，但被Uengkham公主当作复仇的工具。
- 潘缇娜·维·班秀理维塔那措 饰演 Duean[5]

医生，Khunluang的二儿媳，是一位自信、受过良好教育、会说法语的现代女性。
- 索拉朋·切特里